# Citerne de Sainte-Ouenne
Citerne de Sainte-Ouenne este o arie protejată (sit de importanță comunitară — SCI) din Franța întinsă pe o suprafață de 0,03 ha, integral pe uscat.

## Localizare
Centrul sitului Citerne de Sainte-Ouenne este situat la coordonatele 46°26′40″N 0°26′30″W / 46.44444°N 0.44167°V.

## Înființare
Situl Citerne de Sainte-Ouenne a fost declarat arie specială de conservare în baza directivei 92/43 din 1992 referitoare la conservarea habitatelor naturale și a faunei și florei sălbatice pentru a proteja 2 specii de animale.

## Biodiversitate
Situată în ecoregiunea atlantică, aria protejată nu include niciun habitat protejat.
La baza desemnării sitului se află mai multe specii protejate de  mamifere (2): liliac cărămiziu (Myotis emarginatus), liliacul mare cu potcoavă (Rhinolophus ferrumequinum).